# Mudanjiang
Mudanjiang (en chino, 牡丹江; pinyin, Mǔdānjiāng, en manchú: ᠮᡠᡩ᠋ᠠᠨ ᠪᡳᡵᠠ, romanizado: Mudanbira, en ruso: Муданьцзян, romanizado: Mudantszyan) es una ciudad-prefectura de la provincia de Heilongjiang, al noroeste de la República Popular China. Limita al oeste con el sujeto federal ruso de Krai de Primorie.
La región dispone de ricos yacimientos de materias prima, cuantiosos peces y una variada flora y fauna.

## Administración
La ciudad prefectura de Mudanjiang se divide en 10 localidades que se administran en 4 distritos urbanos, 4 ciudades suburbanas y 2 condados rurales:
- Distrito Aimin 爱民区
- Distrito Dong'an 东安区
- Distrito Yangming 阳明区
- Distrito Xi'an 西安区
- Ciudad Muling 穆棱市
- Ciudad Suifenhe 绥芬河市
- Ciudad Hailin 海林市
- Ciudad Ning'an 宁安市
- Condado Dongning 东宁县
- Condado Linkou 林口县

## Toponimia

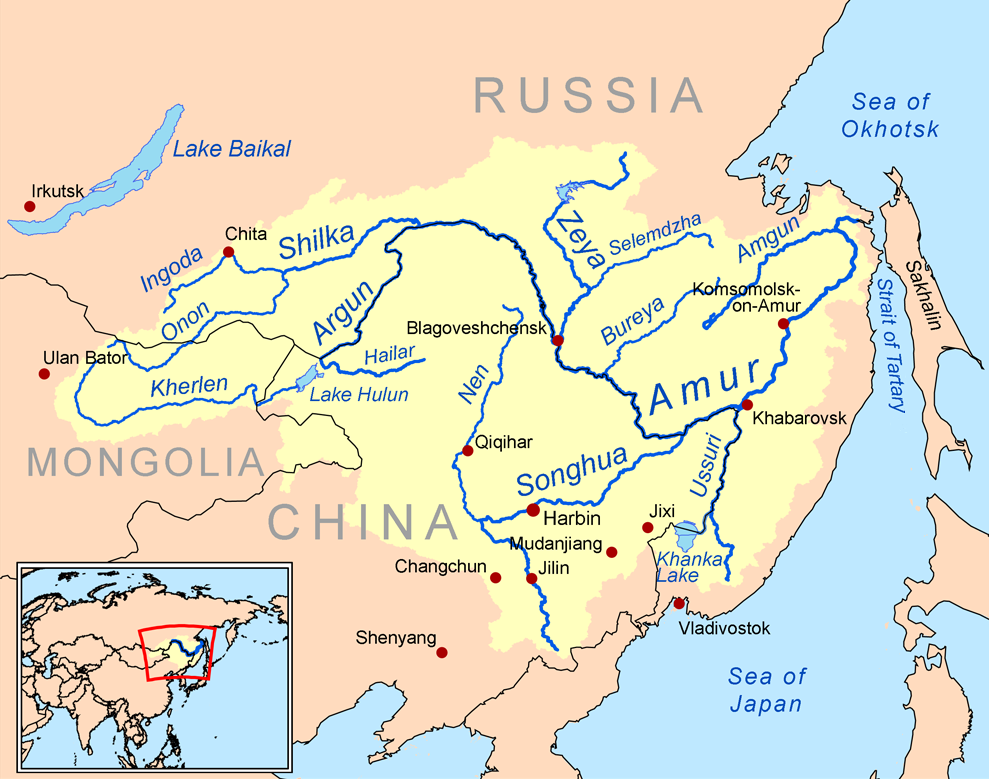
Mapa de la cuenca del río Amur donde sale —cerca del río Songhua— Mudanjiang

El nombre de la ciudad es literalmente río Mudán , el cual pasa por la ciudad y es tributario del río Songhua, que a su vez, lo es del río Amur. Mudán del mandarín moderno quiere decir Paeonia suffruticosa, una especie de peonia nativa de ese país.

## Historia
Mudanjiang fue originalmente una zona nómada de pastores Manchú desde hace más de 2300 años. Aquí se estableció el antiguo Estado Mo (貊 国). Durante la dinastía Tang, el Reinado Balhae (발해) creó su capital permanente como Sanggyeong cerca del lago Jingpo en el sur de la actual Mudanjiang alrededor del 755. El 14 de enero de 926, Sanggyeong cayó mientras que Balhae fue derrotada por los Khitans.
La ciudad de Mudanjiang lleva el nombre del río Mudan (literalmente, "río Peonía") que fluye a través de ella. Rusia construyó una estación de tren para el ferrocarril del este chino (КВЖД, KVZhD) en Mudanjiang en 1903, después de lo cual comenzó a impulsar el desarrollo local, y tanto los colonos chinos y rusos se establecieron aquí. Mudanjiang era poco más que un pueblo grande hasta la década de 1920. En ese momento, Mudanjiang fue fuertemente eclipsada por la cercana capital del condado de Ning'an (宁安).Sin embargo, los comerciantes de varios países, entre ellos Francia, Rusia, Gran Bretaña y Dinamarca establecieron sub-agencias en Mudanjiang durante ese período, lo que llevó la zona comercial de la ciudad a una rápida expansión.
Después de la invasión japonesa de Manchuria el 19 de septiembre de 1931 Mudanjiang experimentó un crecimiento sustancial en los años 1930. Mudanjiang también se convirtió en un centro militar y administrativo que tenía como nombre japonés Botankou. En ese momento varias industrias ligeras como la ingeniería y el procesamiento de alimentos colocaron sucursales. El 15 de octubre de 1938 el gobierno de japonés estableció un consulado en Botankou y la promovió a municipio Botankou directo bajo el gobierno de Manchukuo. Después de la caída Manchukuo, Mudanjiang fue capturada por el ejército soviético el 14 de agosto de 1945.
Mudanjiang fue controlada por la fuerza comunista y se convirtió en la capital de la provincia de Songjiang en 1948. Sin embargo, después de que la provincia de Songjiang se combinara con la provincia de Heilongjiang el 19 de junio de 1954, Mudanjiang se redujo a ciudad-prefectura.

## Vías
Mundanjiáng es un importante punto de conexión tanto a través del enlace con importantes carreteras, vías ferroviarias y líneas aéreas como también un centro regional de la agricultura y la industria.

## Atracción
La principal atracción es el Lago Jingbo, el cual surgió producto de una erupción hace millones de años. A 100 km de la ciudad, el lago se encuentra en el centro de una región selvática de montañas y bosques vírgenes y ofrece un magnífico acontecimiento natural.

## Clima
El tiempo de la ciudad es de típico Continental húmedo, con 126 días al año sin heladas. La temperatura promedio es de 3.4C y en enero es de -17C. La cantidad anual de precipitación es de cerca de 550 milímetros.
| Parámetros climáticos promedio de Mudanjiang (1971−2000) | Parámetros climáticos promedio de Mudanjiang (1971−2000) | Parámetros climáticos promedio de Mudanjiang (1971−2000) | Parámetros climáticos promedio de Mudanjiang (1971−2000) | Parámetros climáticos promedio de Mudanjiang (1971−2000) | Parámetros climáticos promedio de Mudanjiang (1971−2000) | Parámetros climáticos promedio de Mudanjiang (1971−2000) | Parámetros climáticos promedio de Mudanjiang (1971−2000) | Parámetros climáticos promedio de Mudanjiang (1971−2000) | Parámetros climáticos promedio de Mudanjiang (1971−2000) | Parámetros climáticos promedio de Mudanjiang (1971−2000) | Parámetros climáticos promedio de Mudanjiang (1971−2000) | Parámetros climáticos promedio de Mudanjiang (1971−2000) | Parámetros climáticos promedio de Mudanjiang (1971−2000) |
| Mes                                                      | Ene.                                                     | Feb.                                                     | Mar.                                                     | Abr.                                                     | May.                                                     | Jun.                                                     | Jul.                                                     | Ago.                                                     | Sep.                                                     | Oct.                                                     | Nov.                                                     | Dic.                                                     | Anual                                                    |
| -------------------------------------------------------- | -------------------------------------------------------- | -------------------------------------------------------- | -------------------------------------------------------- | -------------------------------------------------------- | -------------------------------------------------------- | -------------------------------------------------------- | -------------------------------------------------------- | -------------------------------------------------------- | -------------------------------------------------------- | -------------------------------------------------------- | -------------------------------------------------------- | -------------------------------------------------------- | -------------------------------------------------------- |
| Temp. máx. media (°C)                                    | −10.5                                                    | −5.4                                                     | 3.2                                                      | 13.7                                                     | 20.9                                                     | 25.2                                                     | 27.9                                                     | 26.6                                                     | 21.0                                                     | 12.6                                                     | 1.1                                                      | −8.0                                                     | 10.7                                                     |
| Temp. mín. media (°C)                                    | −22.6                                                    | −18.4                                                    | −9.0                                                     | 0.4                                                      | 7.3                                                      | 13.6                                                     | 17.6                                                     | 16.5                                                     | 8.7                                                      | 0.0                                                      | −9.7                                                     | −18.8                                                    | −1.2                                                     |
| Precipitación total (mm)                                 | 4.7                                                      | 5.5                                                      | 10.5                                                     | 25.6                                                     | 53.8                                                     | 90.6                                                     | 121.4                                                    | 108.9                                                    | 59.7                                                     | 35.2                                                     | 13.2                                                     | 7.9                                                      | 537.0                                                    |
| Días de precipitaciones (≥ 0.1 mm)                       | 5.0                                                      | 5.5                                                      | 6.5                                                      | 8.5                                                      | 12.9                                                     | 15.9                                                     | 14.8                                                     | 13.9                                                     | 11.0                                                     | 8.5                                                      | 6.8                                                      | 5.8                                                      | 115.1                                                    |
| Horas de sol                                             | 162.4                                                    | 180.2                                                    | 228.4                                                    | 218.2                                                    | 237.3                                                    | 221.1                                                    | 215.8                                                    | 208.3                                                    | 206.6                                                    | 195.6                                                    | 156.8                                                    | 136.8                                                    | 2367.5                                                   |
| Humedad relativa (%)                                     | 69                                                       | 64                                                       | 55                                                       | 53                                                       | 56                                                       | 69                                                       | 75                                                       | 77                                                       | 73                                                       | 65                                                       | 65                                                       | 70                                                       | 65.9                                                     |
| Fuente: China Meteorological Administration              |                                                          |                                                          |                                                          |                                                          |                                                          |                                                          |                                                          |                                                          |                                                          |                                                          |                                                          |                                                          |                                                          |